# 커얼친구

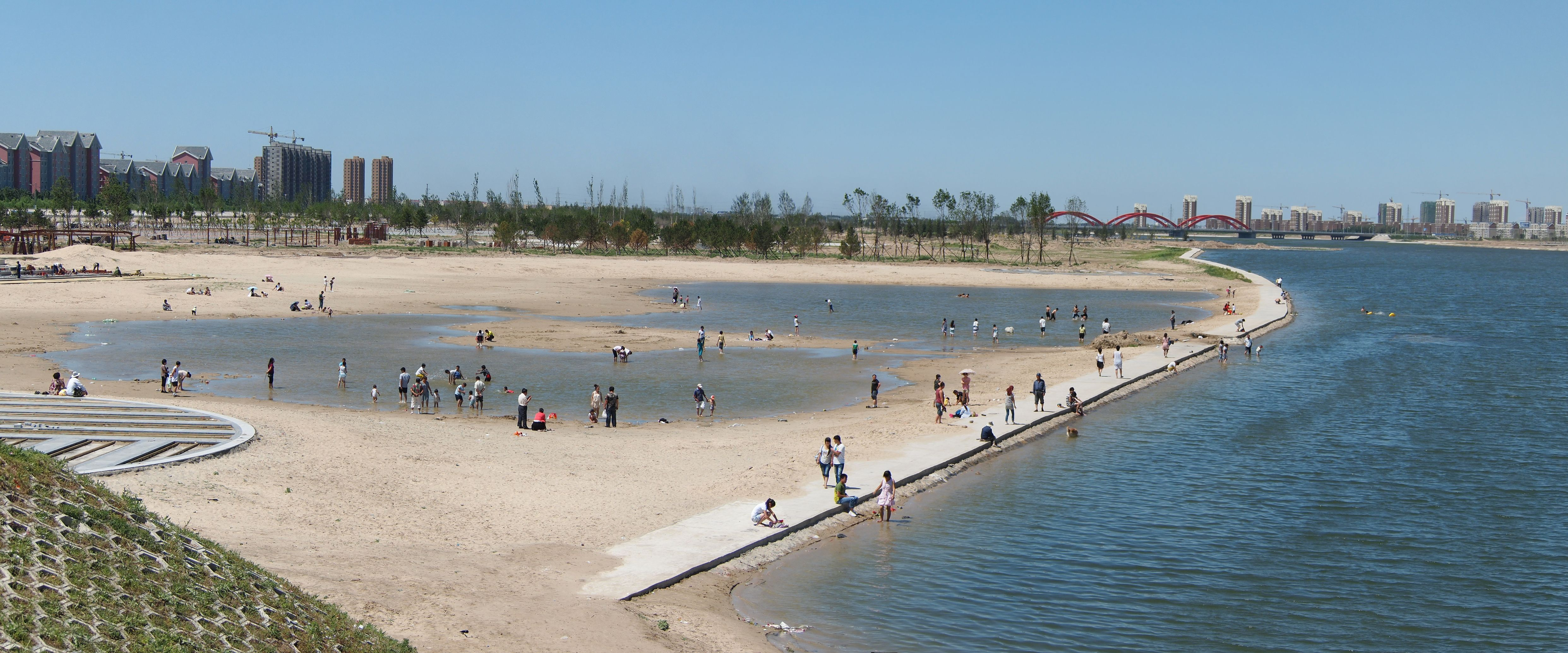

커얼친구(몽골어: Хорчин район 호르친 구, 중국어: 科尔沁区, 병음: Kē'ěrqìn Qū)는 내몽골 자치구 퉁랴오 시의 현급 행정구역이다. 넓이는 3212km2이고, 인구는 2007년 기준으로 820,000명이다.

## 행정 구역
13개 가도, 10개 진, 1개 소목을 관할한다.
- 가도: 科尔沁街道, 西门街道, 永清街道, 明仁街道, 施介街道, 清真街道, 东郊街道, 铁路街道, 红星街道, 霍林街道, 建国街道, 河西街道, 电厂街道.
- 진: 大林镇, 钱家店镇, 余粮堡镇, 木里图镇, 清河镇, 丰田镇, 育新镇, 庆和镇, 敖力布皋镇, 辽河镇.
- 소목: 莫力庙苏木.

## 같이 보기
- 코르친부
- 커얼친 모래땅